# Marianne Oswald
Pour les articles homonymes, voir Oswald.

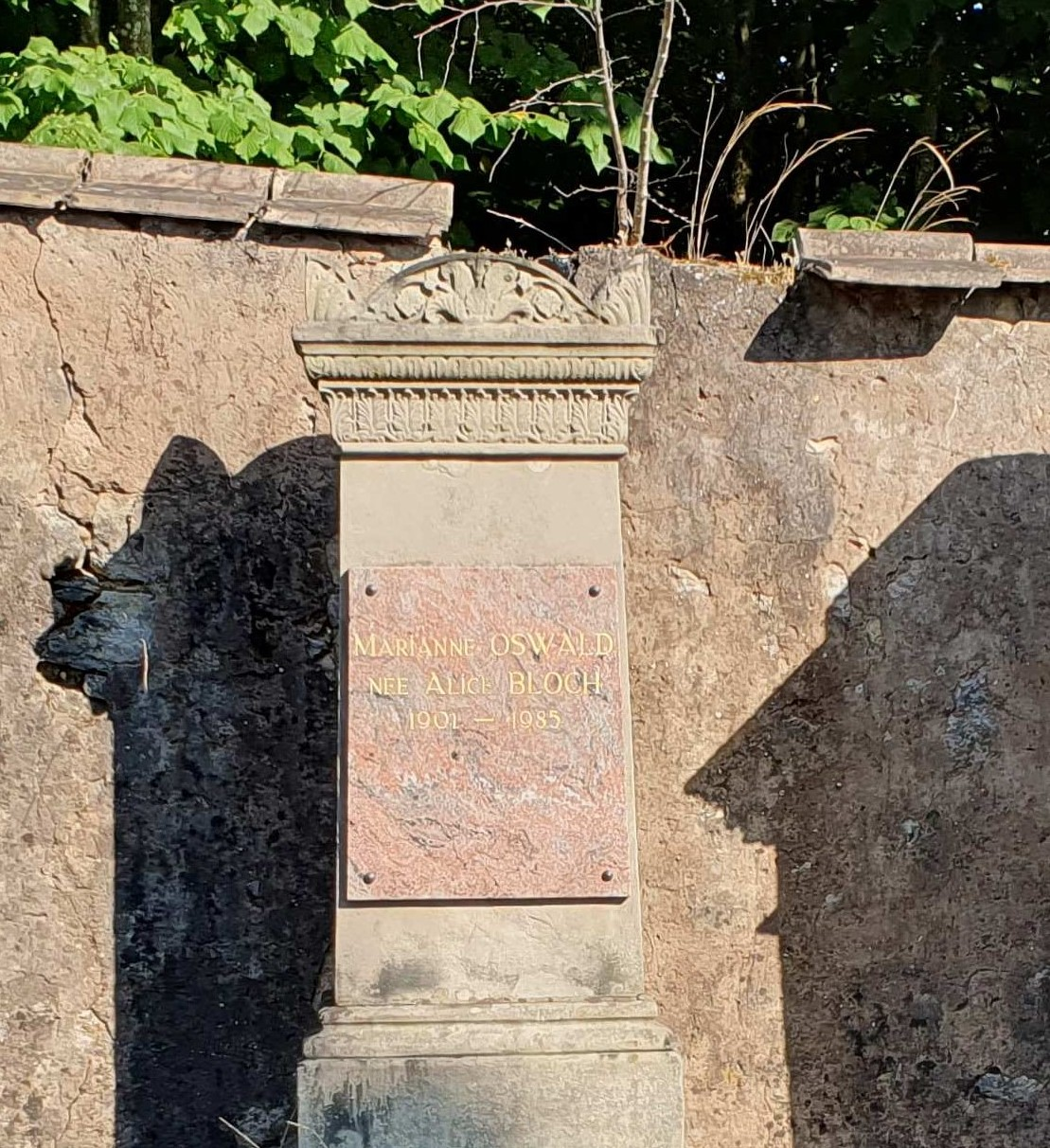
Tombe au cimetière de Sarreguemines.

Marianne Oswald, nom de scène de Sarah Alice Bloch, est une chanteuse et actrice française née le 9 janvier 1901 à Sarreguemines en Lorraine annexée et morte le 25 février 1985 à Limeil-Brévannes, dans le Val-de-Marne.

## Biographie

### Enfance
Fille d'un père lorrain et d'une mère originaire d'Alsace, Sarah Alice Bloch naît dans une famille juive le 9 janvier 1901 à Sarreguemines,, pendant la première annexion allemande. Orpheline à l'âge de seize ans, elle est alors envoyée en pension à Munich.

### Carrière
Elle prend son nom de scène du personnage d'Oswald qu'elle admire dans Les Revenants d'Henrik Ibsen.
Marianne Oswald entame sa carrière de chanteuse dans les années 1920, dans les cabarets de Berlin, après avoir été opérée d'un goitre thyroïdien — selon ses termes « après s'être fait trancher la gorge ».
En 1931, du fait de la montée du parti nazi et de la menace qu'il fait peser, elle s'exile à Paris, où elle introduit dans la chanson française des techniques propres à l'expressionnisme allemand. Elle séduit par sa diction très particulière, son « parlé-chanté » brechtien, un accent dialectal de l'est mosellan, sa voix tour à tour brute et tendre.
Elle enregistre en juin 1932, pour la firme Salabert, ses deux premières chansons, En m'en foutant et Pour m'avoir dit je t'aime, avec le pianiste Henri Monfreid. Elle se produit au Bœuf sur le toit où elle chante les chansons de Bertolt Brecht et Kurt Weill : La Complainte de Mackie, La Fiancée du pirate, Le Chant des canons, Sourabaya Johnny. Sa voix plaît à Jean Bérard, président de Columbia EMI France, qui lui fait enregistrer ces deux dernières chansons ainsi que deux autres de Jean Tranchant, La Complainte de Kesoubah et Le Grand Étang. En mars 1934, elle enregistre encore Le Jeu de massacre, chanson d'Henri-Georges Clouzot sur une musique de Maurice Yvain.
C'est la même année que Jean Cocteau lui écrit Anna la bonne, « chanson parlée » qui sera suivie par La Dame de Monte-Carlo en 1936. Anna la bonne donnera également lieu, en 1958, à un court métrage homonyme de Claude Jutra.
En 1934, Marianne Oswald chante à Pleyel la chanson Appel, de Jean Tranchant. Elle est sifflée, mais Jacques Prévert prend sa défense avec quelques amis. De cette rencontre naît une collaboration fertile entre le poète et la chanteuse : dès avril 1935, elle enregistre Embrasse-moi, sur une musique de Wal-Berg.
En mai-juin 1936, elle vient chanter pour les ouvriers en grève qui occupent leurs usines.
Le 20 octobre 1936, elle enregistre le poème Chasse à l'enfant écrit par Prévert à la suite d'un fait-divers de 1934, et mis en musique par Joseph Kosma.
En décembre 1937, le contrat d'exclusivité de Marianne Oswald chez Columbia prend fin avec une autre chanson de Prévert et Kosma, Les Bruits de la nuit.
En 1938, elle entame une carrière d'actrice dans Le Petit Chose de Maurice Cloche avec Arletty.
De 1940 à 1946, elle s'exile aux États-Unis où elle se produit dans les cabarets et à la radio sous le pseudonyme de Marianne Lorraine. En 1942, elle joue avec l'accordéoniste John Serry Sr. à New York. Elle chante également des poèmes écrits par le poète Carl Sandburg,.
En 1948, après la mort par suicide de son ami, l'acteur Louis Salou, elle décide de renoncer à chanter sur scène.
Elle avait déclaré : « Mon rêve à moi, c’était d’chanter des Lieder. »
De retour à Paris, elle joue de nouveau au cinéma, dans Les Amants de Vérone (1949) et plus tard dans Le Guérisseur (1954), Notre-Dame de Paris (1956), Montparnasse 19 et Sans famille (1958).
Elle se consacre ensuite à la production d'émissions télévisées pour enfants, et intervient à la radio, sur Paris Inter, en présentant la rubrique Terre des enfants dans l'émission Les Beaux Jeudis de Jacques Pauliac.
En 1966, le temps d'une émission, elle chante à la télévision La Dame de Monte-Carlo.

### Décès
Marianne Oswald meurt le 25 février 1985 à l'hôpital de Limeil-Brévannes,, et peu de gens assistent à ses obsèques.

## Hommage
En juin 1991, à l'initiative de sa ville de naissance et de l'Association des amis de Marianne Oswald, ses restes sont exhumés de la fosse commune du cimetière de Limeil-Brévannes et ré-inhumés dans le cimetière de la rue des Bosquets de Sarreguemines,, et une plaque est apposée à l'endroit où se trouvait, détruit pendant la Seconde Guerre mondiale, l'immeuble où elle est née.

## Commentaires
- « Elle chante des chansons réalistes, cependant elle dépasse le réalisme, elle ne fait pas semblant, elle transpose, elle taraude l'âme humaine, elle dessine au burin. » (Louis Léon Martin, Petit Parisien, 10 décembre 1933)[Où ?]
- « Je suppose que c'est cette puissance rouge d'incendie, de mégot, de torche, de phare, de fanal, qui l'habite, cet acharnement de braise, cette chaleur de gaz d'acétylène, de magnésium et de lampe à souder, qui forment l'efficacité de cette chanteuse, de cette mime que bien des esprits repoussent, mais qui s'impose malgré tout. » (Jean Cocteau - Mes Monstres sacrés - Encre 1979 - p.162)

## Discographie
- L'Art de Marianne Oswald: 1932 à 1937, EPM, 1991
- Kurt Weill à Paris, Assai, 2000

### Reprises
- Par Jean Guidoni
  - Mon oncle a tout repeint, en 1980 (uniquement en concert et lors des bis)
  - ainsi que par Julos Beaucarne
  - Toute seule, en 1986 (théâtre des Bouffes du Nord)
  - La Chasse à l'enfant, en 2008 en duo avec Juliette sur l'album Chante Prévert
  - La Grasse Matinée, en 2008 sur l'album Chante Prévert
- Par Juliette
  - Jeu de massacre, en 1993
- Par le groupe Casse-Pipe et par Louis Ville
  - La Complainte de Kesoubah, en 1993 sur l'album Chansons noires - Tome 1 (Casse-Pipe) ; en 2006 sur l'album À choisir (Louis Ville)

## Filmographie

### Actrice
- 1938 : Le Petit Chose de Maurice Cloche avec Arletty
- 1949 : Les Amants de Vérone d'André Cayatte avec Frédéric O’Brady
- 1954 : Le Guérisseur de Yves Ciampi, avec Jean Marais
- 1956 : Notre-Dame de Paris de Jean Delannoy, avec Gina Lollobrigida
- 1958 : Montparnasse 19 de Jacques Becker, avec Anouk Aimée
- 1958 : Sans famille d'André Michel, avec Pierre Brasseur
- 1959 : Anna, la bonne de Claude Jutra (court métrage)

### Réalisatrice
- 1962 : La parole est au fleuve de Marianne Oswald et André Vetusto (court métrage)
- 1969 : Les Deux Coquines (téléfilm), avec Catherine Ringer
- 1975 : 1930-1935 : René Crevel, poète du soleil noir[21] de Gerard Pignol et Marianne Oswald

### Scénariste
- 1958 : La Première Nuit de Georges Franju, avec Pierre Devis (court métrage)

## Publications
- Je n'ai pas appris à vivre, préface de Jacques Prévert, portrait par Jean Cocteau (couverture), Paris, Domat, 1948[22] ; Sarreguemines, éd. Pierron, 1999[23]  (ISBN 2-7085-0196-8)
- Avec Louis Martin-Chauffier, Yves-André Hubert, Ces hommes de l'espérance, [S.l.], [s.n.], [ca 1955] : une évocation de la résistance allemande au national-socialisme
- One small voice, Londres ; New York : Whittlesey house, 1945 : biographie des années de jeunesse

### Filmographie
- Marianne Oswald, une flamme, un cri, documentaire télévisé, à la fois biographique et musical, réalisé par Yannick Delhaye en 2014, diffusé sur France 3 Lorraine